# Bozsok, Vas
Bozsok  este un sat în districtul Kőszeg, județul Vas, Ungaria, având o populație de 338 de locuitori (2011). 

## Demografie
Componența etnică a satului Bozsok
     Maghiari (95%)
     Germani (5%)
Componența confesională a satului Bozsok
     Romano-catolici (78,7%)
     Fără religie (2,37%)
     Luterani (1,78%)
     Reformați (1,48%)
     Atei (1,18%)
     Necunoscută (14,5%)
Conform recensământului din 2011, satul Bozsok avea 338 de locuitori. Din punct de vedere etnic, majoritatea locuitorilor (95,0%) erau maghiari, cu o minoritate de germani (5,0%).  Din punct de vedere confesional, majoritatea locuitorilor (78,7%) erau romano-catolici, existând și minorități de persoane fără religie (2,37%), luterani (1,78%), reformați (1,48%) și atei (1,18%). Pentru 14,5% din locuitori nu este cunoscută apartenența confesională.